# Andrew Chi-Chih Yao
Andrew Chi-Chih Yao (en chino, 姚期智; pinyin, Yáo Qīzhì; Shanghái, 24 de diciembre de 1946) es un destacado científico chino en el ámbito de la computación.
Terminó su carrera de pregrado en la Universidad Nacional de Taiwán, 1967, obtuvo el grado de PhD en física en la Universidad de Harvard en el año 1972, y un PhD en Ciencias de la Computación en la Universidad de Illinois en el año 1975. Ha laborado en diferentes centros de investigación, como el IBM Research Center, Bell Laboratories, Xerox Palo Alto Research Center, DEC Systems Research Center, Microsoft Research Asia, ha sido profesor de MIT, Universidad Stanford, Universidad Berkeley, Universidad Princeton, y actualmente es profesor de la Universidad Tsinghua.
Ha recibido muchas distinciones y premios, entre ellos destaca el Premio Turing, el más prestigioso en el campo de la Ciencias de la Computación, en el año 2000, «en reconocimiento a su contribución fundamental a la teoría de la computación, incluyendo teoría basado en complejidad de generación de números seudoaleatoriaos, criptografía, y complejidad de comunicación».
Es miembro de la Academia de Ciencia de la Nación de Estados Unidos, miembro fellow de la Academia de Artes y Ciencias Americana, y miembro externo de la Academia de Ciencias de China.